# Крзнар, Дамир
Дамир Крзнар (хорв. Damir Krznar; род. 10 июля 1972, Забок, Крапинско-Загорская жупания) — хорватский футболист и тренер, выступавший на позиции левого полузащитника.

## Биография
Родился 10 июня 1972 года в городе Забок, Югославия. Всю карьеру игрока провёл в хорватском чемпионате, выступая за клубы «Вараждин» (1992—1995), «Динамо» Загреб (1995—2004), а также «Интер» Запрешич (2004—2010). Имеет опыт выступлений за национальную сборную: в 1998 году был вызван для участия в матче против команды Польши в Осиеке, результативностью при этом не отметился. Больше в сборной не играл.

## Тренерская деятельность
Карьеру тренера Крзнар начал в 2010 году, работая ассистентом наставника запрешичского «Интера» Илии Лонкаревича. В 2011 году перешёл на аналогичную должность в загребском «Динамо», став помощником Крунослава Юрчича.
Позже работал в этой же команде при Анте Чачиче, Бранко Иванковиче и Зоране Мамиче.
После того как 15 марта 2021 года последний подал в отставку в связи с судебными обвинениями в мошенничестве, Крзнар был назначен временным главным тренером первой команды.
Под его руководством коллектив 18 марта одержал домашнюю победу со счётом 3:0 над английским «Тоттенхэмом», что позволило динамовцам впервые в клубной истории выйти в четвертьфинал Лиги Европы, где команда по сумме двух матчей уступила испанскому «Вильярреалу» со счётом 1:3.
9 мая 2021 года «Динамо» досрочно стало 22-кратным чемпионом Хорватии, обыграв «Риеку» со счётом 5:1. Две недели спустя клуб оформил золотой дубль, со счётом 6:3 победив «Истру 1961» в финальном матче национального кубка.